# East Inlet
L'East Inlet est un cours d'eau américain qui s'écoule dans le comté de Grand, dans le Colorado. Il prend naissance dans le parc national de Rocky Mountain et forme les chutes Adams avant de se jeter dans le lac Grand. On peut remonter une partie de son cours en suivant l'East Inlet Trail, un sentier de randonnée inscrit au Registre national des lieux historiques depuis le 28 février 2005.